# 刑事辯護律師
刑事辩护律师是专门为被控有犯罪活动以及觸犯刑法的的个人和公司辩护的律師（主要是大律師）。一些刑事辩护律师是私人聘用的，而另一些则受雇于各个司法管辖区的刑事法院，由法院指派為貧窮人士辯護，后者一般称为公設辯護人。

## 美國
在美国，刑事辩护律师处理围绕逮捕、刑事调查、刑事指控、判刑、上诉和审判后的问题。通常情况下，律师会专门从事刑事辩护中的一个细分领域，如毒品辩护或酒驾辩护。他们可以为地方、州或联邦政府工作，也可以为私人律师事务所工作。辩护律师也可以有自己的业务，处理多个刑事案件。
成为美國刑事辩护律师的过程与成为任何其他法律实践领域的律师类似。通常需要先完成本科学位，然后在法学院就读并毕业。在法学院毕业并通过该州或辖区的律师考试后，新律师将宣誓成为该律师协会的成员，然后可以开始在刑法领域执业。然而，许多著名的刑事辩护律师在获得律师资格后，会花一些时间在有经验的律师的指导下工作，通常是在检察官办公室或公設辯護人办公室。

## 澳大利亞
刑事辩护律师是澳大利亚法律体系的一个重要组成部分。他们代表被指控犯罪的人，帮助他们了解自己的权利和选择，为自己的指控进行辩护。在澳大利亚，刑事辩护律师的作用可以根据不同的情况采取多种形式。刑事辩护律师也可以受雇于某些機構，如州政府或联邦政府，就如何最好地捍卫可能因被指控的不当行为而产生的案件提供建议。刑事辩护律师也可以受雇于大公司，就针对他们的不法行为提出的索赔进行辩护。也有刑事辩护律师代表无力承担其服务的客户，提供无偿工作。
在澳大利亚，必须先取得律师执业资格，才能担任刑事辩护律师。刑事辩护律师可以是自营，可以受雇于私部門，也可受雇于政府组织或在社区法律中心工作。

## 中國
由於体制的原因造成各种干预的情況，影响司法独立，而缺乏“司法救济”措施是刑事辩护难的立法原因。
律師執業環境日益惡化，其中尤以刑事辯護為最，普遍感受到會見難、閱卷難和調查取證難。由於上述原因及證人不出庭作證導致的「質證難」，封堵了律師了解案情、調查取證和審查核實證據的渠道，從而使其失去提出中肯辯護意見的基礎，只能在初犯、 偶犯、認罪態度上著力，效果有限，且面對牢獄之災風險高，造成刑案律師辯護率逐年萎縮，2001年辯護率僅 30%，而有 70%攸關被告生死、自由的案件無律師介入。